# 親氧力
親氧力（oxophilicity）指某些化合物傾向水解或奪取另一分子（常為有機化合物）的氧原子而形成氧化物，常用於描述鈦、鈮和鎢等早期過渡金屬中心。軟硬（路易士）酸鹼理論常認為親氧力與元素硬度有關，但現已表明元素電負性和有效核電荷影響更大，解釋了電負度和有效核電荷低的早期過渡金屬非常親氧之現象。許多主族化合物也親氧，如鋁、矽和磷㈢的衍生物。處理親氧化合物通常要用隔空氣技術。

## 例子
親氧金屬配合物易水解，如高價氯化物迅速水解生成氧化物：
TiCl4＋2H2O　→　TiO2＋4HCl
這些反應有氯氧化物中間物，如六氯化鎢部分水解成氧四氯化鎢。親氧金屬很少生成氫氧化物中間物，但無水鹵化晚期金屬傾向水合而非水解，亦常形成氫氧化物。
低價親氧金屬配合物往往與氧氣反應生成氧化物，氧化物配體通常是橋接，如
2(C5H5)2TiCl＋0.5O2　→　[(C5H5)2TiCl]2O
氧代配體只在極罕有情況在氧化產物末端。

## 合成應用
親氧劑常用於奪取或交換有機基質的氧中心，尤其羰化物（酯、酮、醯胺）和環氧化物。六氯化鎢和丁基鋰生成的強親氧劑可用於脫氧環氧化物。這種轉換在有機合成甚有價值。麥摩里反應用親氧劑將酮轉化為烯：
2R2CO＋Ti　→　R2C=CR2＋TiO2
同樣，嗒啤試劑用於烯烴化反應：
Cp2TiCH2AlCl(CH3)2＋R2C=O　→　Cp2TiO＋0.5(AlCl(CH3)2)2＋R2C=CH2
親氧主族化合物也著名和有用。強親氧劑六氯乙矽烷立體特定將氧化膦脫氧。五硫化二磷及羅臣試劑將某些有機羰基轉化為硫羰：
P4S10＋nR2C=O　→　P4S10−nOn＋nR2C=S
二氧化碳穩定，光氣等多種碳化合物都親氧，反應用於回收氧三苯基膦：
Ph3PO＋COCl2　→　Ph3PCl2＋CO2